# Björkörsgrynnorna
Björkörsgrynnorna är en ö i Finland. Den ligger i Bottenviken och i kommunen Larsmo i den ekonomiska regionen  Jakobstadsregionen i landskapet Österbotten, i den nordvästra delen av landet. Ön ligger omkring 100 kilometer nordöst om Vasa och omkring 430 kilometer norr om Helsingfors.
Öns area är 6,1 hektar och dess största längd är 490 meter i sydöst-nordvästlig riktning.